# NGC 6701
NGC 6701 ist eine Balken-Spiralgalaxie vom Hubble-Typ SBa im Sternbild Drache am Nordsternhimmel. Sie ist schätzungsweise 187 Millionen Lichtjahre von der Milchstraße entfernt.
Das Objekt wurde am 6. August 1883 von Lewis Swift entdeckt.